# Oroso (La Cañiza)
Oroso (oficialmente Santa María de Oroso) es una parroquia española del municipio de La Cañiza, perteneciente a la provincia de Pontevedra, en la comunidad autónoma de Galicia.

## Historia
Hacia mediados del siglo XIX, el lugar, por entonces referido como una feligresía, tenía contabilizada una población de 618 habitantes. Aparece descrito en el duodécimo volumen del Diccionario geográfico-estadístico-histórico de España y sus posesiones de Ultramar de Pascual Madoz con las siguientes palabras:

OROSO (Sta Maria): felig. en la prov. de Pontevedra (7 leg.), part. jud. y ayunt. de Cañiza (1/4), dióc. de Tuy (7): sit. en una llanura y al S. del monte llamado Pedroso, donde le combaten todos los vientos; el clima es algo frio, y las enfermedades comunes dolores de costado y fiebres agudas. Tiene 244 casas distribuidas en los l. de Asbouzas, Bouzas, Burgo, Carballal, Carballeiras, Cacharado, Fraga, Cota, Guntin, Gomez, Iglesia, Jiles, Paredes, Piñeiro, Portoaguabella, Trans, Ribadil, Veiga de Aleu y Uzeira. La igl. parr. (Sta. Isabel), está servida por un cura de segundo ascenso, patronato real y ordinario. Confina el term. N. felig. de Melon; E. Petan; S. la del Couto, y O. l. de Nogueiro. El terreno es montañoso y de mediana calidad: comprende distintos montes donde no se crian mas que arbustos y yerbas de pasto: durante el invierno se forman varios arroyos que van á depositar sus aguas en el r. Miño. Atraviesan por esta felig. 2 caminos, de los cuales uno va á Celanova, y otro á Ribadavia, en la prov. de Orense; su estado mediano. El correo se recibe de la estafeta de Cañiza. prod.: maiz, patatas y algun lino; hay ganado vacuno y lanar, y caza de perdices y conejos. ind.: la agricultura y unos 12 molinos harineros, que únicamente trabajan en la temporada de invierno. pobl.: 244 vec., 618 alm. contr.: con su ayunt. (V.).
(Madoz, 1849, p. 372)

En 2022, tenía empadronados 343 habitantes.

## Patrimonio
Hay en la parroquia una iglesia de Santa María.